# Blaine (condado de Aroostook)
Blaine es un lugar designado por el censo ubicado en el condado de Aroostook en el estado estadounidense de Maine. En el Censo de 2010 tenía una población de 301 habitantes y una densidad poblacional de 42,57 personas por km².

## Geografía
Blaine se encuentra ubicado en las coordenadas 46°29′56″N 67°52′8″O / 46.49889, -67.86889. Según la Oficina del Censo de los Estados Unidos, Blaine tiene una superficie total de 7.07 km², de la cual 7.07 km² corresponden a tierra firme y (0%) 0 km² es agua.

## Demografía
Según el censo de 2010, había 301 personas residiendo en Blaine. La densidad de población era de 42,57 hab./km². De los 301 habitantes, Blaine estaba compuesto por el 94.68% blancos, el 0% eran afroamericanos, el 1.66% eran amerindios, el 1.99% eran asiáticos, el 0% eran isleños del Pacífico, el 0% eran de otras razas y el 1.66% pertenecían a dos o más razas. Del total de la población el 0.66% eran hispanos o latinos de cualquier raza.